# Los Alamos (Kalifornija)
Los Alamos je naseljeno područje za statističke svrhe u američkoj saveznoj državi Kalifornija. Prema popisu stanovništva iz 2010. u njemu je živjelo 1.890 stanovnika.